# 德比 (紐約州)
德比（英語：Derby）是位於美國紐約州伊利縣的非建制地區。

## 歷史
德比的郵局自1873年營運至今。

## 地理
德比所處的海拔為高於海平面214米（即702英呎），而該地所採用的時區為UTC-5，即北美东部时区（EST）。同時該地設有夏令時間，為UTC-5調快一小時，即UTC-4（EDT）。